# Communauté de communes du Val de Vingeanne
Die Communauté de communes du Val de Vingeanne war ein französischer Gemeindeverband mit der Rechtsform einer Communauté de communes im Département Côte-d’Or in der Region Bourgogne-Franche-Comté. Sie wurde am 31. Dezember 2003 gegründet und umfasste elf Gemeinden. Der Verwaltungssitz befand sich im Ort Fontaine-Française.

## Historische Entwicklung
Am 1. Januar 2017 wurde der Gemeindeverband mit der Communauté de communes du Mirebellois zur neuen Communauté de communes Mirebellois et Fontenois zusammengeschlossen.

## Ehemalige Mitgliedsgemeinden
1. Bourberain
2. Chaume-et-Courchamp
3. Dampierre-et-Flée
4. Fontaine-Française
5. Fontenelle
6. Licey-sur-Vingeanne
7. Montigny-Mornay-Villeneuve-sur-Vingeanne
8. Orain
9. Pouilly-sur-Vingeanne
10. Saint-Maurice-sur-Vingeanne
11. Saint-Seine-sur-Vingeanne